# الکترون (چارچوب نرم‌افزاری)
الکترون یا الکترون جی‌اس (به انگلیسی: Electronjs) که قبلا با نام Atom Shell شناخته می‌شد؛ یک چارچوب نر‌م‌افزاری آزاد و متن‌باز است که توسط گیت‌هاب توسعه می‌یابد.
الکترون به توسعه‌دهندگان امکان توسعه برنامه‌های رابط کاربری گرافیکی دسکتاپ را با استفاده از فناوری‌های وب یعنی موتور چیدمان کرومیوم برای پردازش فرانت‌اند و زمان اجرای نود جی‌اس برای پردازش‌های بک‌اند، به‌صورت همزمان، فراهم می‌کند.
الکترون در ابتدا برای ویرایشگر کد اتم ساخته شد. این چارچوب، چارچوب اصلی رابط کاربری گرافیکی پروژه‌های فراوان متن‌باز از جمله اتم، گیت‌هاب دسکتاپ، وی‌اس‌کد، اورنوت، وردپرس دسکتاپ است.

## معماری
برنامه‌ ساخته شده با الکترون بر پایه چندین پردازش یعنی پردازش «اصلی» و چندین پردازش «رندر» است. پردازش اصلی منطق برنامه را اجرا می‌کند و سپس می‌تواند چندین پردازش رندر را راه‌اندازی کند و پنجره‌هایی را که در صفحه کاربر ظاهر می‌شوند کدهای اچ‌تی‌ام‌ال و سی‌اس‌اس را اجرا کند.
در صورت فعال بودن، هر دو پردازش اصلی و رندر می توانند به‌همراه نود جی‌اس اجرا شوند.
اکثر ای‌پی‌آیهای الکترون به زبان C++ یا آبجکتیو سی نوشته شده‌اند و سپس مستقیماً از طریق جاوا اسکریپت در کدهای برنامه قرار می‌گیرند.

## کارایی
برنامه های ساخته شده با الکترون می‌توانند فضای ذخیره‌سازی و رم بیشتری را اشغال کنند و ممکن است کندتر از برنامه های مشابه ساخته شده با فناوری های بومی سیستم‌عامل اجرا شوند.

## تاریخچه
- در ۱۱ مارس ۲۰۱۳، الکترون با عنوان پوسته اتم (Atom Shell) آغاز شده بود.[۱۵]
- در ۶ مارس ۲۰۱۴ اتم و اتم شل با مجوز ام‌آی‌تی منبع باز شدند.[۱۶]
- در ۱۷ مارس ۲۰۱۵، اتم، پوسته تغییر نام داد به الکترون است.[۱۷]
- در ۱۱ مارس ۲۰۱۶ الکترون به نسخه ۱٫۰ رسید.[۱۸]
- در ۲۰ مارس ۲۰۱۶ الکترون اجازه ارائه بسته‌های برنامه‌ها را به فروشگاه اپ مک پیدا کرد.[۱۹][۲۰][۲۱][۲۲]
- در ۲ اوت سال ۲۰۱۶ پشتیبانی از برنامه‌های الکرتون به فروشگاه ویندوز اضافه شد.[۲۳][۲۴]

## ساختار یک برنامه الکترون
یک برنامه ساده الکترون از یک فایل زیرشاخه تشکیل شده است: package.json ، main.js (کد) و index.html (رابط کاربر گرافیکی). الکترون یک فایل اجرایی الکترون را با نام‌های electron.exe در ویندوز، electron.app در مک‌اواس و electron در لینوکس می‌سازد.

## برنامه‌های کاربردی با استفاده از الکترون
از تعداد قابل توجهی از برنامه‌های کاربردی دسکتاپ که با الکترون ساخته شده‌اند می‌توان به این‌ها اشاره کرد:
- اتم[۲۶]
- دیسکورد
- Etcher
- گیت‌هاب دسکتاپ[۲۷]
- GitKraken
- Keybase
- Light Table[۲۸]
- مایکروسافت تیمز[۲۹]
- مایکروسافت ویژوال استودیو کد[۳۰]
- اسلک[۳۱]
- اسکایپ
- سیگنال
- توییچ
- واتس‌اپ
- وایر[۳۲]
- Yammer
- Markdownify[۳۳]